# Ilya Viznovich
Ilya Vasilyevich Viznovich (tiếng Nga: Илья Васильевич Визнович; sinh ngày 10 tháng 2 năm 1998) là một cầu thủ bóng đá người Nga. Anh thi đấu cho F.K. Krylia Sovetov Samara.

## Sự nghiệp câu lạc bộ
Anh có màn ra mắt tại Giải bóng đá chuyên nghiệp quốc gia Nga cho F.K. Lada-Togliatti vào ngày 18 tháng 4 năm 2015 trong trận đấu với FC Chelyabinsk.
Anh ra mắt tại Giải bóng đá ngoại hạng Nga cho F.K. Krylia Sovetov Samara vào ngày 11 tháng 5 năm 2016 trong trận đấu với F.K. Krasnodar.